# Shenqiao, Henan
Shenqiao (kinesiska: 申桥, 申桥乡) är en socken i Kina. Den ligger i provinsen Henan, i den centrala delen av landet, omkring 160 kilometer sydost om provinshuvudstaden Zhengzhou. Antalet invånare är 36 432. Befolkningen består av 18 582 kvinnor och 17 850 män. Barn under 15 år utgör 26,0 %, vuxna 15-64 år 63 %, och äldre över 65 år 10,0 %.
Genomsnittlig årsnederbörd är 879 millimeter. Den regnigaste månaden är juli, med i genomsnitt 185 mm nederbörd, och den torraste är januari, med 6 mm nederbörd.